# Janusz Gołda

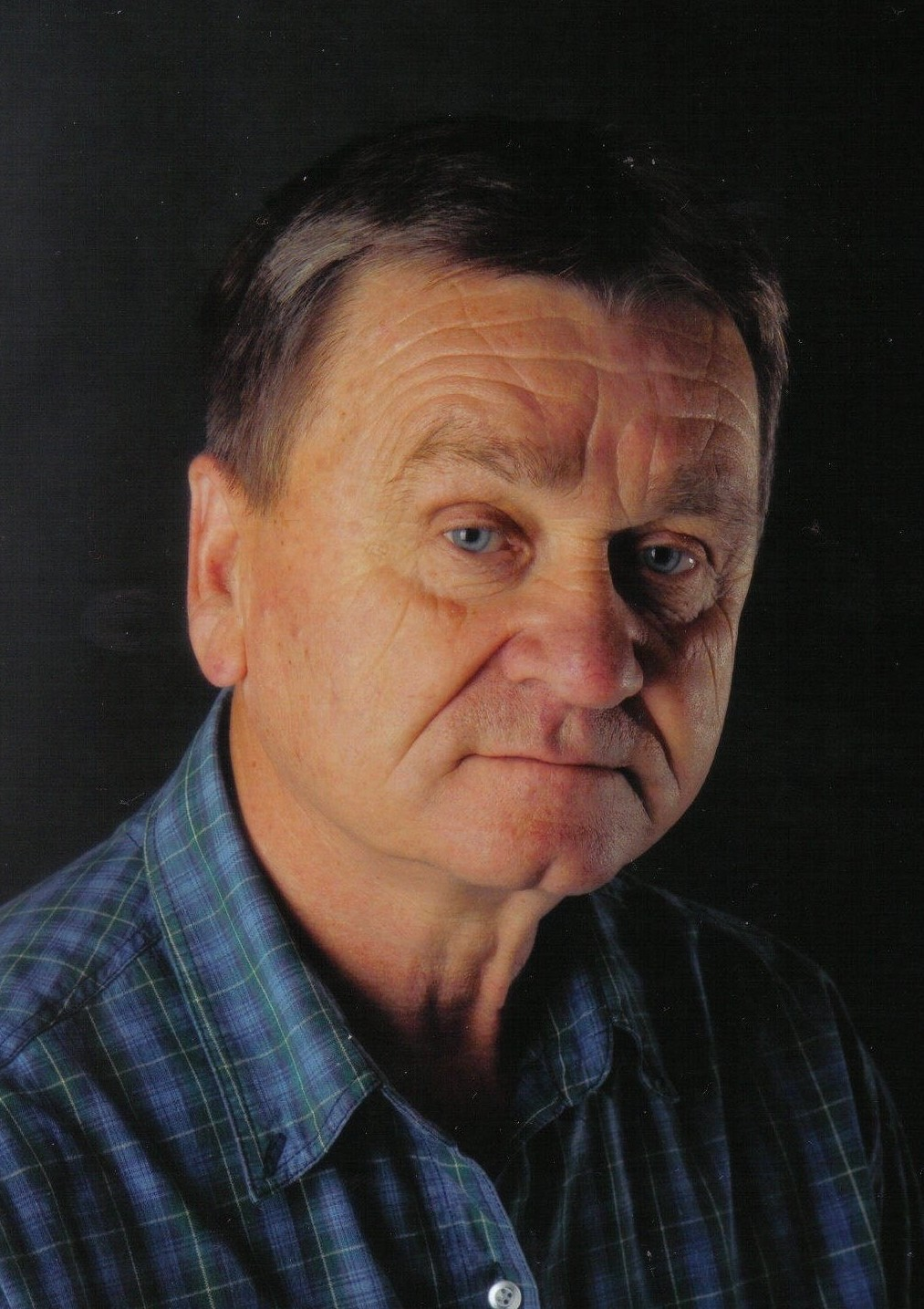
Janusz Gołda

Janusz Gołda (ur. 1948 w Jasionowie) – polski poeta, prozaik, publicysta.
Debiutował w 1970 w miesięczniku społeczno-kulturalnym Profile wydawanym w Rzeszowie. Jego wiersze, opowiadania drukowały ogólnopolskie pisma literackie, m.in. Życie Literackie, Tygodnik Kulturalny, Radar, Sycyna, Nowa Okolica Poetów, Poezja-dzisiaj, Rita Baum , Akant, również prasa regionalna i lokalna. Laureat wielu konkursów literackich w poezji i w prozie. 
Współpracował z rzeszowską mutacją Gazety Wyborczej, publikując na jej łamach kilkadziesiąt reportaży o tematyce społecznej i kulturalnej, wywiady i rozmowy ze znanymi postaciami ze świata kultury, nauki, polityki, artykuły krytyczne. Podobnie z Gazetą Wiejską, pismem literackim Sycyna, jak również gazetami regionalnymi i lokalnymi Podkarpacia.

## Twórczość
- Poezja
  - Zwyczajna łagodność - red. J.Tulik, wyd.  WDK Krosno, 1998r. ISBN 83-907060-6-7
  - Wiersze leskie - red. J.Tulik, rys: M.Galant, wyd. Nonparel Krosno, 2001r. ISBN 83-88858-05-X
  - Dzikie sady - red. W.Turek, rys: L.Chrapko, wyd. KDK Krosno, 2006r. ISBN 83-89531-06-2
  - Tańczący na promieniu - red. W.Turek, rys: L.Chrapko, wyd. RCKP Krosno, 2010r. ISBN 978-83-89531-21-6
  - Cyklop w atelier - red. K.Borkowska, zdj. J.Krzywowiąza, wyd. Mewa Lesko, 2013r. ISBN 978-83932902-2-2
  - Ryby - red. K.Borkowska, wyd. Mewa Lesko, 2015r. ISBN 978-83-932902-0-8
  - Prowincje - red. K.Borkowska, wyd. Mewa Lesko, 2016r. ISBN 978-83-932902-6-0
  - Więc - red. M.Sumara, wyd. Mewa Lesko, 2017r. ISBN 978-83-932902-8-4
  - Im - red. K.Borkowska, wyd. Mewa Lesko, 2017r. ISBN 978-83-932902-1-5
  - Ogród Pana - red. K.Milewski, wyd. Mewa Lesko, 2018r. ISBN 978-83-932902-3-9
  - Dwa - red. K.Milewski, wyd. Mewa Lesko, 2019r. ISBN 978-83-932902-5-3
  - Tamtu - red. K.Stefanik, wyd. Mewa Lesko, 2020r. ISBN 978-83-932902-7-7
  - Pejzaż ulotny - red. K.Borkowska, wyd. Mewa Lesko, 2021r. ISBN 978-83-932902-9-1
  - Osobny - red. J.Sowa, wyd. aut. Lesko, 2022r. ISBN 978-83-963532-0-7,
  - Śnienie - red. M.Wójcik, wyd. Mewa Lesko, 2023r. ISBN 978-83-932902-1-4

- Proza
  - Tajemnice Hnatowego Berda - red. A.Leń, rys: I.Piecuch, wyd. BPN Ustrzyki Dolne, 2002r. ISBN 83-88505-85-8
  - Trześnia - red. P.Włodarski, wyd. MY Book, 2005r. ISBN 83-89770-28-8
  - Nie ma miłości w naszym mieście - red. P.Włodarski, wyd. My Book, 2007r. ISBN 978-83-89770-95-0
  - Klasztor - red. W.Turek, wyd. RCKP Krosno, 2008r. ISBN 83-89531-15-1
  - Znaki czasu - red. W.Turek, wyd. RCKP Krosno, 2009r. ISBN 978-8389531-19-4
  - Opowiadania z drugiej ręki - red. K.Borkowska, wyd. Mewa Lesko, 2011r. ISBN 978-83932902-4-6

Publikacje w zbiorach, almanachach i prasie
- Gero – (opow)/Profile nr.1, Rzeszów 01.1970r

- Pieśń niewyśpiewana, Dobrej nocy  - (wiersze)/ Życie Literackie nr.1701, Kraków 28.10.1984r

- Wołkowyja, Trzeba - (wiersze)Nowiny-Widnokrąg nr.8112, Rz-ów, 12.02.1985r

- Majdanek - (wiersz)Nowiny-Widnokrąg nr.8118, Rz-ów, 16.04.1985r

- W Dwerniczku - (wiersz)/Głos nr.1/315, Łódź 22.05.1985r

- Moja matka pisze, A w Bieszczadach - (wiersze)/Tygodnik Kulturalny nr.27 str.5, Warszawa 7.07.1985r

- Żegnaj więc witaj - (opow)/Okolice str.50-56, Wa-wa 1985r

- Żurawie - (wiersz)/Nowiny-Widnokrąg nr.18/8824, Rz-ów, 30.07.1985r

- Żurawie, Bankiet, Niedziela w Stefkowej - (wiersze)/Almanach KKMP Mielec, 12.02.1985r

- Zawsze w sobotę - (wiersz)/Nowiny-Widnokrąg nr.162, Rz-ów 1985r

- Noc Trzech Króli – (opow)/Tygodnik Kulturalny nr.1 str.8, W-wa 5.01.1986r

- Dom - (wiersz)/Nowiny-Widnokrąg nr.13/847, Rz-ów 8.07.1986r

- Błędnik równowagi – (wiersze)/red. J. Tulik, grafika: M. Zadworny, słowo wstępne: T. Żółciński// Okolice, Wa-wa 1986r

- Dym - (opow)/Nowiny-Widnokrąg nr.44/904, Rz-ów 17.11.1987r

- Niech tłumaczy się samo za siebie - (wiersz)/Twórczość Robotników nr.2 str.5, Wa-wa 1988r

- Zapisane-odczytane, Wiatr, Odyseusz zwiedziony, Wyznanie  arystokraty z Cro-Magnon, *** - (wiersze)/Życie Literackie nr.25/1944 str.3, Kraków, 25.06.1989r

- Boję się Boga - (wiersz)//Nowiny-Widnokrąg nr.18 str.1, Rz-ów 1989r

- Dedal, Równolegle - (wiersze)/Nowiny-Widnokrąg nr.32 str.1, Rz-ów 8.08.1989r

- Prawda - (wiersz)Nowiny-Widnokrąg nr.39 str.1, Rz-ów 1989r

- Dedal, Łagodność rzeczy, Odys pogodzony - (wiersze)/Almanach TOW Tarnów, 1991r

- Jestem do wzięcia, Minął dzień - (wiersze)/Almanach WOK Tarnów, 1991r

- Odys zwiedziony, Odys kuszony, Miejsce, Święty Jerzy zabija smoka, Minął dzień, Prawda - (wiersze)/Sycyna nr.17 str.10-11, W-wa 13.08.1995r

- Zwyczajnie - (opow)/Dodatek Kulturalny nr.2/2 str.6, Sanok 10.03.1997r

- Tu już nie ma tamtej rzeki - (opow)/Dodatek Kulturalny nr.5/28 str.3/4, Sanok 27.08.1999r

- O pobłażaniu, Sentymentalny, Leski, Bolesny, O umiarkowaniu, Zachęcający, O zachciankach - (wiersze)/POEZJA-dzisiaj nr.7/8 str.29-34, W-wa 04.2000r

- Epizody - (wiersz)/Gazeta Bieszczadzka, Ustrzyki D. 14.09.2000r

- Trześnia - (powieść)/Nowa Okolica Poetów nr.8 str.57-116, Rz-ów 2001r

- Wypaczyły się drzwi - (wiersz)/Chyba warto str.34, KDK Krosno, 2001r

- Białe jaskółki - (opow)/Moje i twoje słowo str.51, DW Rebis, Poznań 2002r

- Wiatr, Kamień - (wiersze)/Światło cienia str.26-27, KDK Krosno, 2002

- Do przyjaciół poetów - (wiersz)/ Anima, Jawor 2002r

- Przyszło-odeszło, Pacierz - (wiersze)/Almanach, Łomża 2003r

- Do przyjaciół poetów, Przysypani szarym śniegiem, Wiersz z jajkiem w środku - (wiersze)/Rita Baum nr.6 str.119-121, Wrocław 2003r

- Galicyjski, Dyptyk, *** w holu lustro - (wiersze)/ Zeszyty Archiwum Ziemi Sanockiej FAZS, str. 27-29, Sanok 2003r

- Pochwalny, O pobłażaniu, O miłosierdziu, O zapamiętywaniu, O zachciankach, Spontaniczny, Leśne chody – (wiersze)/Zwoje nr.35, Lund(Szwecja) 2003r

- Wszyscy mają oczy, ***szelest obrusa..., *** kiedy podziwiam..., *** w holu lustro… - (wiersze)/Croscena nr 14, Krosno 2004r

- Ćmy – (opow)/ Lamus nr.13 str.48-53, Gorzów Wielkopolski 2004r

- Coda – (wiersz)/Ziemia Łomżyńska T.8 str.537, 2004r
- Studnia - (wiersz)/ Sen o Karpatach str.1, GDK Piwniczna Zdrój,  2005r

- Okno, Tak już będzie, Smuga, Ciemny pokój, Rzeka - (opow)/ Dziś nr.2 str.163-171, 2005r

- Mariaż – (wiersz) Croscena nr.23, Krosno 2005r

- Smaki, Studnia - (wiersze)/ Furtki niedomknięte  str. 21-22, KDK Krosno, 2005r

- Krajina z toaletku w pozadi, Coda - (wiersze)/Miejsca od innych droższe, str. 23-26, Krosno/Preszov, 2005r

- Czesząca włosy, Dyptyk, Do czytelnika, Przysypani szarym śniegiem - [wiersze)/ Smak migdałów str. 25-28, KDK Krosno, 2006r

- Do Leona Ch. - (wiersz)Nadwisłocze nr.2 str.43, Rz-ów 2006r

- Tam – (opow)/Akant nr.8/112 str.13, Bydgoszcz 2006r

- Droga – (opow)/Nadwisłocze nr.3 str.51-53, Rz-ów 2006r

- Pejzaż z toaletką, *** w holu lustro…, - (wiersze)/Nadwisłocze nr.3/12, Rz-ów 2006r

- Trzy portrety - (publ.)/Bieszczadzkie przypadki Jędrka Wasielewskiego-Połoniny str.27-29, Carpathia ISBN 83-60234-19-1, Rz-ów 2007r

- Tam - (opow)/ 40 lat wspólnej obecności str.76-77, ZLP Rz-ów, 2007r.

- Czesząca włosy, ***w holu lustro...Dyptyk, Tańczący na promieniu - (wiersze)/ 40 lat wspólnej obecności str.73-75, ZLP Rz-ów, 2007r

- Nagła ciekawość spraw zakończonych, Marja, Edi, Widok -  (wiersze)/ Wobec światła str.27-31, KDK  Krosno, 2007r

- Studnia, List z Chmiela, *** szelest obrusa… Wrześniowe cienie, Za drewnianym mostem - (wiersze) Natchnieni Bieszczadem (antologia) str. 60-64, Libra, Rzeszów 2008r. ISBN 978-83-89183-41-5

- Nagłą ciekawość spraw zaczętych, ***co  ja robię…, ***dom drewniany...,- (wiersze)/ Do pierwszego zdziwienia str.37-39, RCKP Krosno, 2008r

- Rzeka – (opow)/Nasz Dom nr.32, Mielec 2008r

- Dom drewniany… - (wiersz)/ Croscena nr.69, str.18, Krosno 2009r

- Czesząca włosy, Dyptyk, Edi, Jaśmina - (wiersze)/ Echem minionych dni str.27-30, RCKP Krosno, 2009r

- Przysypani szarym śniegiem - (wiersz)/Croscena nr. 74 str. 12, Krosno 2010r

- Zostaw mnie Panie na krótkie jeszcze - (wiersz)/Croscena nr.78 str. 31, Krosno 2010r

- Pejzaż z toaletką – (wiersz)/Croscena nr.86 str.21, Krosno 2011r

- Sad w Berehach - (wiersz)/Bieszczad nr.16, Ustrzyki D. 2011r

- Do Leona Ch., Smaki, Do czytelnika, Pacierz - (wiersze)/Tam gdzie rosną wiersze str.31-34, Krosno 2011r

- Za drewnianym mostem, Sad w Łopience - (wiersze)/Przez Boga pisany los...:Wiersze z widokiem na Łopienkę, Towarzystwo Karpackie, Warszawa, 2012r  ISBN 978-83-62648-84-9

- Pani na rozstajach, Niedzielne popołudnie, Kobieta przy oknie, Zegar słoneczny - (wiersze)/W kapliczce słów, RCKP Krosno, 2014r

- Poeta utrapiony, Gdybym potrafił, Ciało i cień, Rzeka, Poezja - (wiersze)/Słowo o wielu twarzach str.28-31, RCKP Krosno, 2015r

- Lustro – (wiersz)/Croscena nr.129, Krosno 2015r

- Kanon - (wiersz)/Croscena nr.136, Krosno 2015 r

- Tu, Do, Przy -  (wiersze)/Nasz Dom Rzeszów nr.6/164 str.14, Rz-ów 2019r

- Widok - (wiersz)/Krosno i okolice, RCKP Krosno, 2019r

- O czym śpiewa puchacz, ***strzeż się..., Nie jesteś jeden - (wiersze)/Nasz Dom Rzeszów nr.10/168 str.13, Rz-ów 2019r

- Niedorzeczność, Historia, Oko, Ponad, Jedenaste - (wiersze)/Nasz Dom Rzeszów nr.5/175 str.13, Rz-ów 2020r

- Niebo, Souveniry, Opowiadajmy, Znowu, Przymioty, Ręka, Piórko, Puszek, Nic - (wiersze)/Fraza nr.109-110, Rz-ów 2020r

- Pamiętam, Polifonia, Pomnik - (wiersze)/Nasz Dom Rzeszów nr.4/186 str.14, Rz-ów 2021r

- Rano 7,30, Do Janusz Szubera - (wiersze)/ Fraza nr.1/2 str.42-43,  Rz-ów 2021r

- Jak siebie, Póki kwitnie - (wiersze)/Nasz Dom Rzeszów nr.5/199 str.14, Rz-ów 2022r

Recenzje
- Teatr cieni – A.Ochwanowski/Dotyk Madonny (Wydawnictwo Łódzkie, 1984) – (rec)/J.Gołda/Okolice, str.105-108, Warszawa 1984r

- Przebiegam tamtędy niby pieśń przez struny - J.M. Gisges/Drzazgi/ (LSW, 1984] – (rec)/J. Gołda/Okolice nr.7/8 str.80-82, Wa-wa 1984r.

- Uśmierzanie bólu – J.Koryl/Uśmierzanie bólu (RO ZLP, Rzeszów 1985] – (rec)/J. Gołda/Okolice, str.84-87, Wa-wa 1985r.

- Definiowanie białej chryzantemy – J.B.Ożóg/Gdzie świeci noc (Czytelnik 1985) - (rec)/J.Gołda/Okolice, str.105-108, Wa-wa 1985r

- Kiedy życie jest podróżą - A. Kosmowski/Hotelowy listownik  (Iskry, 1986) – (rec)/J.Gołda/Okolice, str.116-118, Wa-wa 1986r

- Utracone raje -  S. Rogala/Ucieczki (Wydawnictwo Łódzkie, 1987) – (rec)/J. Gołda/Okolice, str.107-109, Wa-wa, 1987r

- Zgłębianie możliwości - A. Łuczeńczyk/Kiedy otwierają się drzwi (Iskry 1987] – (rec)/J. Gołda/Okolice, str.74-76, Wa-wa, 1987r

## Publicystyka
Wywiady
- Bieszczady bez granic - (wywiad z W. Wojciechowskim dyr. BPN)/J.Gołda//Gazeta w Rzeszowie nr.296 str.5, 18.09.1993r

- Wilk wilkowi - (rozmowa z dr W. Śmietaną, prac. nauk. UJ]/J.Gołda//Gazeta w Rzeszowie str.7, 21.09.1996r

- Jaka Polska - (wywiad z M. Stecem, prof. nauk prawnych UJ)/J.Gołda//Gazeta w Rzeszowie str.4, 12.10.1996r

- Słodki smak prowincji - (rozmowa z poetą Januszem Szuberem)/J.Gołda//Gazeta w Rzeszowie str.4, 26.10.1996r

- Różnijmy się pięknie - (rozmowa z pisarzem A. Szczypiorskim)/J.Gołda//Gazeta w Rzeszowie str.3, 24.05.1997r

- Zaczęło się od Soliny - (rozmowa z pisarzem K. Orłosiem)/J.Gołda//Gazeta w Rzeszowie str.6, 7.06.1997r

- Na wschód od Sanoka – (wywiad z prof. R.Schrammem)/J.Gołda//Gazeta w Rzeszowie str.4, 6/7.12.1997r

- Dyskretny urok filozofii - (wywiad z J. Skoczyńskim, prof. filozofii UJ]/J.Gołda//Gazeta w Rzeszowie 7.01.1998r

Reportaże
- Pani Leokadia, żubry i jego Cesarska Wysokość - J.Gołda//Gazeta Bieszczadzka nr.4/5, U.D.  1992r

- Józef - J.Gołda//Gazeta Bieszczadzka nr.18 str.4, U.D. 17.01.1992r

- Tu jest mój dom - J.Gołda//Gazeta Bieszczadzka nr.25 str.4, U.D. 5.06.1992r

- Nie ma jak u mamy - J.Gołda//Gazeta Bieszczadzka nr.26 str.4, U.D. 26.06.1992r

- Świątynia dwóch narodów - J.Gołda//Gazeta Bieszczadzka nr.30 str.4, U.D. 14.08.1992r

- Miała matka czterech synów - J.Gołda//Gazeta Bieszczadzka nr.36 str.5, U.D. 13.11.1992r

- 12 hektarów ojcowizny - J.Gołda//Gazeta Bieszczadzka nr.41 str.5, U.D. 1993r

- Prawdę mówiłam prosto w oczy - J.Gołda//Gazeta Bieszczadzka nr.42 str.5, U.D. 1993r

- Obyś został cudzoziemcem - J.Gołda//Gazeta Bieszczadzka nr.44 str.4, U.D. 1993r

- Obyś został cudzoziemcem - J.Gołda//Gazeta w Rzeszowie nr.140 str.5, Rzeszów 5.03.1993r

- Leski dobroczyńca - J.Gołda//Gazeta w Rzeszowie nr. 65/160 str. 2, 2.04.1993r

- Pogoda życia - J.Gołda//Gazeta w Rzeszowie str.2, 23.04.1993r

- Arłamów do wzięcia - J.Gołda//Gazeta w Rzeszowie str.3, 22.05.1993r

- Taka wola nasza - J.Gołda//Gazeta w Rzeszowie str.3, 5.06.1993r

- Zatoka wielkiej ryby - J.Gołda//Obserwator nr.13/14 str.7, 24.06.Lesko 1993r

- Pamiętaj kim jesteś - J. Gołda//Obserwator nr.13/14 str.1/4, Lesko 24.06.1993r

- Z ziemi polskiej do Grecji - J.Gołda//Gazeta w Rzeszowie nr.147/242 str.3-4, 17.07 1993r

- Ludzie wolnego wyboru - J.Gołda//Gazeta w Rzeszowie str.4, 28.08.1993r

- Leśny dom w Komańczy - J.Gołda//Gazeta w Rzeszowie nr.105/290 str.4, 11.09.1993r

- Nie płacz, moja kochana - J.Gołda//Gazeta w Rzeszowie nr.213/308 str.4-5, 2.10.1993r

- Nasza mała ojczyzna - J.Gołda//Gazeta w Rzeszowie str.5, 6.11.1993r

- Tam, gdzie kończy się świat - J.Gołda//Gazeta w Rzeszowie str.10, 23.12.1993r

- Prywatna historia - J.Gołda//Obserwator nr.26/27, Lesko 1993r

- Tu jest moje miejsce - J.Gołda//Gazeta Wiejska, Poznań 8.01.1994r

- Przyjedż po mnie mamo - J.Gołda//Gazeta w Rzeszowie str.4, 22.01.1994r

- Klatka - J.Gołda//Gazeta Wiejska nr.4/17 str.1/7, Poznań 30.01.1994r

- Trzecia młodość Górskiego - J.Gołda//Gazeta w Rzeszowie str.4, 1.04.1994r

- Wspólnota Rolna - J.Gołda//Gazeta w Rzeszowie nr.96/478 str.1, 25.04.1994r

- Życie z bagażem czasu - J.Gołda//Gazeta Wiejska str.11, Poznań 7.05.1994r

- Sztuka panowania nad sobą - J.Gołda//Gazeta Wiejska str.11, Poznań 22.07.1994r

- Mielerze już nie dymią - J.Gołda//Gazeta w Rzeszowie str.3, 13.5.1994r

- Tam, gdzie kwitnie dziki czosnek - J.Gołda//Gazeta Wiejska str.7, Poznań 1994r

- Galicyjskie gospodarstwa gościnne - /J.Gołda//Gazeta Wiejska str.7, Poznań 1994r

- Życie na kredyt - J.Gołda//Gazeta Wiejska str.7, Poznań 1994r

- Kozie boje - J.Gołda//Gazeta Wiejska str.7, Poznań 1994r

- Nasz chleb powszedni - J.Gołda//Gazeta Wiejska str.7, Poznań 1994r

- Jak w wielkiej rodzinie - J.Gołda//Gazeta Wiejska str.7, Poznań 1994r

- Życie wraca do Bud - J.Gołda//Gazeta Wiejska str.7, Poznań 1944r

- Przy pasiece pod lasem - J.Gołda//Gazeta Wiejska. str.7, Poznań 1994r

- Ostatnie ranczo w mieście - J.Gołda//Gazeta Wiejska 38/51 str.1/6, Poznań 10.09.1994r

- Żadna władza nie jest wieczna - J.Gołda//Gazeta w Rzeszowie str.4, 7.10.1995r

- Lesko - J.Gołda//Sycyna nr.21/23 str.12/13, Warszawa 8.10.1995r

- Gdzie ta bieda, gdzie ten głód, kto je widział? - J.Gołda//Gazeta w Rzeszowie str.6, 10.11.1995r

- Czyja władza, tego prawo - J.Gołda//Gazeta w Rzeszowie str.4, 28.03.1996r

- Z Wiednia do Rabego - J.Gołda//Gazeta w Rzeszowie nr.94/1082 str.5, 20.04.1996r

- Samotny wśród ludzi - J.Gołda//Gazeta w Rzeszowie  str.5, 18.05.1996r

- U nas każdy jest aktorem - J.Gołda//Gazeta w Rzeszowie str.5, 8.06.1996r

- Szczoby Łemki ne propały - J.Gołda//Gazeta w Rzeszowie str.3, 13.07.1996r

- Odrodzenie Łemków - J.Gołda//Sycyna nr.16/44 str.12-13, Wa-wa 15.08.1996r

- Znaki czasu - J.Gołda//.Gazeta w Rzeszowie str.5, 1.08.1996r

- Wszyscy ludzie Kaszuby - J.Gołda//Gazeta w Rzeszowie str.4, 31.08.1996r

- Mokre lato w Suchych Rzekach - J.Gołda//Gazeta w Rzeszowie str.5, 14.09.1996r

- Gombrowicz, konie, podróże i przyjaciele - J.Gołda//Gazeta w Rzeszowie str.5, 16.11.1996

- Żeby czasem o nas wspomnieli - J.Gołda//Gazeta w Rzeszowie str.4, 15.02.1997r

- Szkoła marzeń - J.Gołda//Gazeta w Rzeszowie  str.4, 15.03.1997r

- Magiczna latarnia w woli Michowej - J.Gołda//Gazeta w Rzeszowie str.5, 17.05.1997r

- W kolibie na Przysłupiu - J.Gołda//Gazeta w Rzeszowie str.5, 21.06.1997r

- Grzyby, ryby, wilki i trzmielojad - JGołda//Gazeta w Rzeszowie str.5, 12.07.1997r

- Po naukę do Wzdowa - J.Gołda//Gazeta w Rzeszowie str.5, 26.07.1997r

- Ogród zaklętej nadziei - J.Gołda//Gazeta w Rzeszowie str.5, 9.08.1997r

- Pan na Wzdowie - J.Gołda//Sycyna nr.17/71 str.3-4, Wa-wa 7.09.1997r

- Ogród zaklęty - J.Gołda//Sycyna nr.20/74 str.3, Wa-wa 19.10.1997r

- Łowca fal - J.Gołda//Gazeta w Rzeszowie str.3, 7.01.1998r

- Ach, te kozy - J.Gołda//Gazeta w Rzeszowie str.4, 7/8.02.1998r

- Przepraszam, czy tu biją? - J.Gołda//Gazeta w Rzeszowie str.4, 26.02.1998r

- Ja, Ukrainiec - J.Gołda//Gazeta w Rzeszowie str.4,  14.04.1998r

- Miejsca magiczne Janusza Szubera - Fraza nr1/2 str.39-41, Rz-ów 2021r

## Infomedia
Nagrody
1. III nagroda w XIV Ogólnopolskim Festiwalu Poezji - Łódź, 06.1985 r.
2. I nagroda w II Ogólnopolskim konkursie poetyckim „O Laur Sęka” – Mielec, 09.1985 r.
3. Wyróżnienie w konkursie poetyckim „O Złotą Lampę Górniczą” – Rybnik, 10.1985r.
4. Wyróżnienie w konkursie literackim „Dwudziesty wiek” – Rzeszów, 12.1985r.
5. Wyróżnienie w II Ogólnopolskim konkursie literackim  im. Wł. Kryckiego – Siedlce, 06.1986r.
6. II nagroda za prozę, III za poezję w III konkursie literackim „O Laur Sęka” – Mielec, 09.1986r.
7. Wyróżnienie za poezję i prozę w Ogólnopolskim konkursie literackim „Świat wokół nas” – Mielec, 03.1987r.
8. Wyróżnienie w IV Ogólnopolskim konkursie literackim „O Laur Sęka” – Mielec, 09.1987r. 
9. Wyróżnienie w Ogólnopolskim konkursie literackim im. J. Szaniawskiego – Zduńska Wola, 01.1988r.
10. III nagroda za poezję i wyróżnienie za prozę w konkursie literackim ZNP – Rzeszów, 10.1988r.
11. Wyróżnienie w konkursie poetyckim „O kwiat Akacji” – Łomża, 11.1988r.
12. III nagroda za prozę i wyróżnienie za poezję w Ogólnopolskim konkursie literackim „Ziemia rodzinna Grzegorza z Sanoka w literaturze” – Sanok, 10.1999r.
13. "Złote pióro" - nagroda ZLP, Rzeszów 2002r
14. Wyróżnienie w Ogólnopolskim konkursie literackim „Uwierz w siłę wyobraźni” – Media Rodzina, Muza SA; Warszawa, 06.2002r.
15. Wyróżnienie w IV Ogólnopolskim konkursie literackim „Nie pochłonie nas ekran” – Poznań, 11.2002r.
16. III nagroda w II konkursie poetyckim im. J.Kulki – Łomża, 01.2004r.

Recenzje
1. Pokora i czułość – rec./J. Tulik/ Zwyczajna łagodność, WDK Krosno, 1998r
2. Liryczne Lesko – rec./J. Tulik/Wiersze leskie, Nonparel Krosno, 2001r
3. Poeta z Jasionowa – rec./A. Baran/Gazeta Kulturalna nr.12/64 str.9, Zelów 2002r
4. K. Maliszewski/W oficynie, Odra nr.1 str.123-124, Wrocław 2002r
5. JD/ Książki nr.11 str.44-45, Warszawa 2001r
6. Rzecz pozornie o epizodach - rec./T. Szewczyk/ Gazeta Bieszczadzka nr.7/261 str.5, Ustrzyki D. 5.04.2002r
7. Mroczne rozkosze – rec/J.Tulik/Croscena nr.29, Krosno 2005r
8. T. Chomiszczak/PR Rzeszów, 16.11.2006r  1
9. J. Mączka/PR Rzeszów, 16.11.2006r  2
10. Jakże pożyteczne czytanie wierszy - rec/W. Zieliński/Nadwisłocze nr.2 str.42-44, Rzeszów 2006 r
11. Pragnienie nie do ugaszenia – J. Belcik/Poezja dzisiaj, nr.1/7 str.118-120, Warszawa 2019r
12. JB/Nowe Podkarpacie, nr.19, Krosno 2019r 
13. Zawieszają pytania - (rec)J.Belcik/ Nasz Dom Rzeszów, nr.6/164 str.20, Rzeszów 2019r
14. Pozorne abdykacje - (rec)/J.Belcik/Nasz Dom Rzeszów nr.5/175 str.11/12, Rzeszów 2020r
15. (Nie)pozorne abdykacje w Tamtu Janusza Gołdy - (rec)/J. Belcik/Pisarze.pl nr.478, Wa-wa 23.03.2021r.
16. Radości i smutki spraw zwykłych - (rec)/J.Belcik/Pisarze.pl nr.507, Wa-wa 30.05.2022r.
17. O śnieniu Janusza Gołdy - (rec)/J.Belcik/Pisarze.pl nr.533, Wa-wa 2.05.2023r.

Audycje
1.Goście Janusza Szubera - PR Rzeszów; 16.11.2006r. 1
2.Słowa – PR Rzeszów; 17.04.2010r. 2
3.Słowa – PR Rzeszów; 25.04.2010r. 3